# Фрозіноне
Фрозіноне (італ. Frosinone) — муніципалітет в Італії, у регіоні Лаціо, столиця провінції Фрозіноне.
Фрозіноне розташоване на відстані близько 80 км на схід від Рима.
Населення — 46 507 осіб (2014).

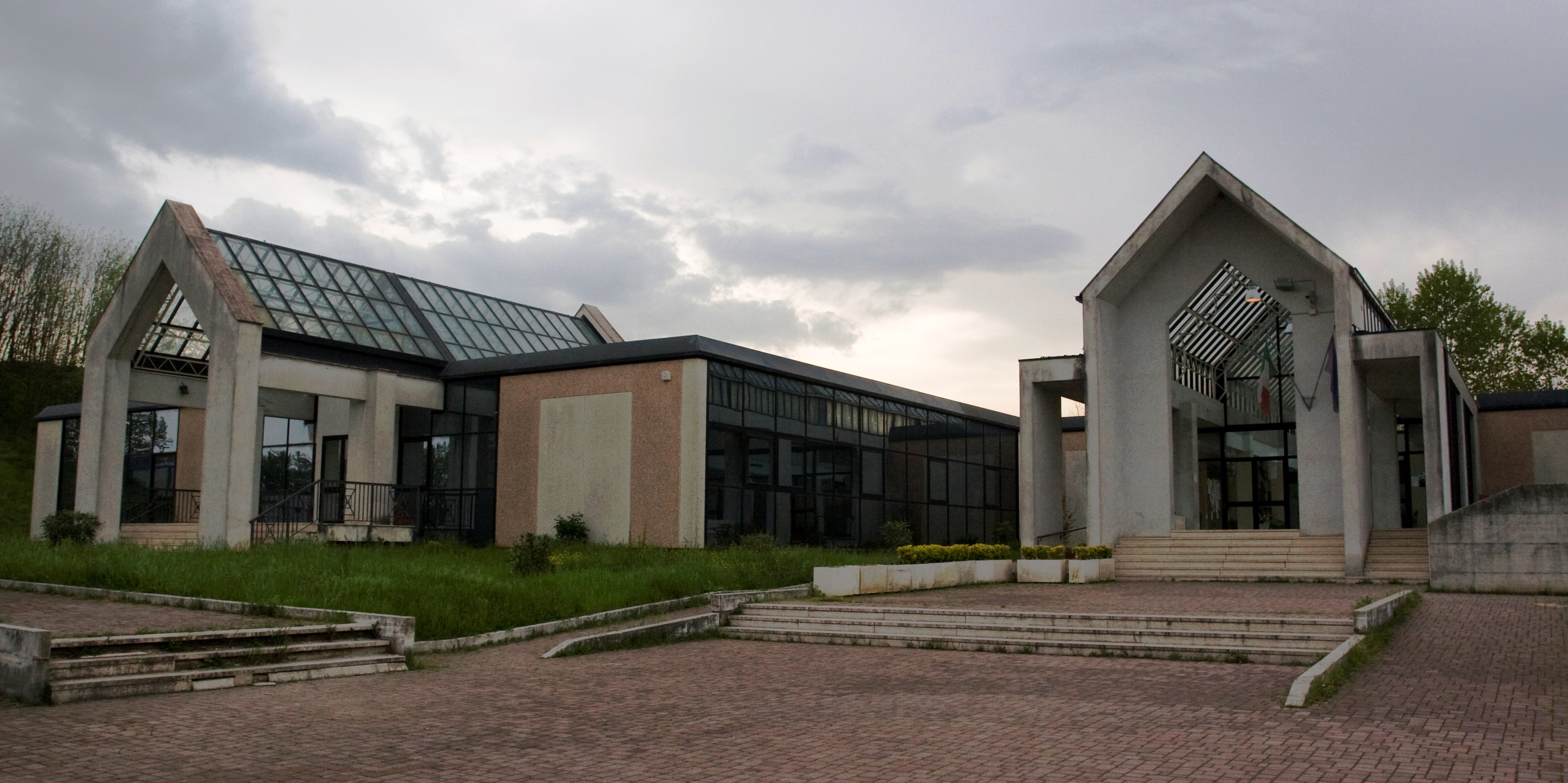
Консерваторія

Щорічний фестиваль відбувається 20 червня. Покровитель — San Silverio.

## Демографія
Населення за роками:

Станом на 1 січня 2023 року в муніципалітеті офіційно проживали 3423 іноземці з 93 країн, серед них 791 громадянин країн Євросоюзу та 117 громадян України.

## Сусідні муніципалітети
- Алатрі
- Арнара
- Чеккано
- Ферентіно
- Патрика
- Супіно
- Торриче
- Веролі